# Tocro de Ballivian
Odontophorus balliviani
Pour les articles homonymes, voir Ballivián.
Espèce
Statut de conservation UICN

 LC  : Préoccupation mineure
Le Tocro de Ballivian (ou Corcovado enmascarado en espagnol) (Odontophorus balliviani) est une espèce d'oiseaux de la famille des Odontophoridae.

## Description
Il mesure environ 27 cm de long et pèse environ 325 g.

## Répartition
Cet oiseau peuple l'est de la puna.